# Terminologia curlingu

## A
- Anty-slajd (gripper) – gumowa nakładka na but zapobiegająca ślizganiu się

## B
- Belka (ang. hack) – drewniana belka z gumowymi stopkami do wykonywania zagrania
- Biter – kamień ledwie dotykający domu
- Bramka (ang. port) – przestrzeń pomiędzy dwoma kamieniami przez które jest możliwe zagranie kamienia
- Brier – mistrzostwa mężczyzn Kanady, zapoczątkowane w 1927

## C
- Cel (ang. tee) – patrz: guzik
- Curler – osoba grająca w curling
- Czyszczenie (ang. peel) – wybicie kamienia z jednoczesnym niepozostawieniem kamienia wybijającego w grze

## D
- Dobicie (ang. raise) – uderzenie w kamień by przesunął się do przodu (zazwyczaj do domu)
- Dogrywka (ang. extra end) – dodatkowy end, rozgrywany w przypadku remisu w regulaminowej liczbie partii
- Dom (ang. house) – pole punktowe, składa się z trzech okręgów
- Draw – precyzyjne zagranie w wyznaczone miejsce
- Drugi (ang. second) – zawodnik wypuszczający 3. i 4. kamień
- Dwójki mixtowe – zobacz pary mieszane

## E
- Eight-ender – end w którym jeden z zespołów zdobywa maksymalną liczbę (8) kamieni
- End (pol. partia) – część meczu w której po 4 zawodników z dwóch drużyn wypuszcza w jednym kierunku 16 kamieni.

## G
- Griper – patrz: anty-slajd
- Guzik (ang. button) – punkt środkowy domu od którego liczone są punkty, krzyżuje się na nim linia środkowa z linią celu

## H
- Hammer (pol. młotek) – przywilej ostatniego kamienia w pierwszym endzie
- Hearts – patrz: Tournament of Hearts
- Hit and roll (pol. uderz i odtocz) – zagranie wybicia/odsunięcia kamienia przy jednoczesnym skierowaniu kamienia zagrywanego w wyznaczone miejsce
- Hit and stay (pol. uderz i zostań, zagranie w nos) – wybicie kamienia pod kątem 90º tak by kamień wybijający został w miejscu zderzenia

## I
- Ice maker – osoba odpowiedzialna za stan lodu na ważniejszych zawodach curlingowych

## K
- Kamień (ang. stone, rock) – 19,5 kilogramowy kawałek granitu z rączką
- Kamienie stacjonarne – dwa kamienie ustawiane ręcznie przed rozpoczęciem endu w grze par mieszanych, zobacz więcej w artykule curling mikstów
- Kołyszący się lód (ang. swingy ice) – lód na którym kamienie osiągają większą rotację niż zazwyczaj
- Kropelki (ang. pebble) – zamarznięte kropelki wody nanoszone na płaską taflę lodu w celu zmniejszenia tarcia

## L
- Lead – patrz: otwierający
- Linia (ang. line) – linia, łuk po którym porusza się kamień
- Linia celu (ang. tee line) – linia poprzeczna ze środkową, krzyżują się na guziku, dzieli dom na przód i tył
- Linia końcowa – styczna do domu, po jej przekroczeniu kamień nie bierze udziału w grze
- Linia spalonego
  - Linia, przed którą trzeba wypuścić kamień z ręki
  - Linia, którą musi przekroczyć kamień by uczestniczył w grze
- Linia środkowa (ang. center line) – linia przechodząca przez cały tor, pomocna przy celowaniu
- LSFE – ostatni kamień w pierwszym endzie, patrz: hammer

## M
- Mecz – spotkanie curlingowe składające się z określonej liczby endów. W rywalizacji międzynarodowej zazwyczaj mecz składa się z 10 endów, w przypadku rywalizacji o mniejszym znaczeniu 8.
- Miks – odmiana curlingu, w której drużyna składa się z dwóch kobiet i dwóch mężczyzn

## O
- Otwierający (ang. lead) – osoba zagrywająca dwa pierwsze kamienie, obowiązuje go zasada ustawiania strażników

## P
- Pary mieszane (ang. mixed doubles ) – odmiana curlingu, drużyna składa się z dwóch osób (obojga płci), zobacz więcej w artykule curling mikstów
- Plaster – zobacz zamrożenie
- Prosty lód (ang. straight ice) – lód słabo kręcący kamienie
- Przejęcie (ang. steal) – zdobycie punktów przez drużynę, która nie ma przywileju ostatniego kamienia

## R
- Raise take-out – zagranie polegające na uderzeniu w kamień i skierowaniu go na następny z jednoczesnym wybiciem
- Remis (ang. blank end) – sytuacja podczas której w domu nie ma kamieni lub nawet po mierzeniu cyrklem nie da się ustalić, który kamień jest bliżej środka
- Rotacja wewnętrzna (ang. in-turn) – rotacja kamienia przy której łokieć kieruje się w stronę ciała. U osób praworęcznych kamień kręci się zgodnie z ruchem wskazówek zegara, u osób leworęcznych przeciwnie z ruchem wskazówek.
- Rotacja zewnętrzna (ang. out-turn) – rotacja kamienia, gdzie łokieć zagrywającego oddala się od ciała. U osób praworęcznych kamień kręci się przeciwnie z ruchem wskazówek zegara, u osób leworęcznych na odwrót.

## S
- Shot rock – kamień zagrany w pobliże guzika
- Silver Broom – mistrzostwa świata w curlingu w latach 1968–1985
- Skins Game
- Spalony (ang. hog) – kamień od którego za późno zostanie oderwana ręka lub który nie przekroczy linii spalonego (takie kamienie usuwane są z gry)
- Stopka (ang. hack) – drewniana belka pokryta gumą do odbicia się przy zagrywaniu kamienia
- Strażnik (ang. guard) – kamień który chroni inny znajdujący się w domu, każdy znajdujący się w strefie ustawiania strażników
- Strażnik narożny (ang. corner guard) – strażnik stojący bliżej linii bocznej
- Strefa – podział pola gry od linii spalonego na części o długości szczotki
- Strefa ustawiania strażników (ang. free guard zone) – część toru od linii spalonego do linii celu z wyłączeniem przedniej części domu, kamienie tu stojące nazywamy strażnikami
- Styl kanadyjski – cofniecie ciała do tyłu z podniesieniem kamienia na haku przed wykonaniem zagrania
- Szczotka (ang. broom) – przyrząd pomocniczy do rozgrzewania lodu
- Szczotkowanie (ang. sweep) – ruch szczotki, przed kamieniem przechodzący przez prowizoryczny środek kamienia. Szczotkowanie wydłuża tor i łuk poruszania się kamieni.

## Ś
- Ślizg – teflonowa nakładka na but (lub podeszwa butów wyłącznie do curlingu) umożliwiająca ślizganie się na lodzie
- Środkowy strażnik (ang. center guard) – strażnik znajdujący się na linii środkowej

## T
- Tap back – zagranie na tył domu i ustawienie kamienia w pobliżu już tam stojącego by był bliżej guzika
- Tor (ang. sheet) – fragment lodu o wymiarach 47,2 × 5 m na którym toczy się gra
- Tournament of Hearts – mistrzostwa kobiet Kanady, rozgrywane od 1982
- Trzeci (ang. Third) – osoba zagrywająca 5. i 6. kamień, zazwyczaj na tej pozycji gra Wiceskip
- Turniej zawodowy (ang. cashspiel) – turniej, którego nagrodą są pieniądze. Takie turnieje nie są w curlingu najważniejsze, rozgrywa się je głównie w Kanadzie.
- Tylny okrąg (ang. back ring) – część największego (12-stopowego) okręgu za linią celu
- Tył domu (ang. back of the house) – część domu za linią celu

## U
- Up! – polecenie zaprzestania szczotkowania

## W
- Waga (ang. weight) – siła wypuszczenia kamienia
- Wiceskip – zawodnik ustalający wraz ze skipem taktykę, pokazuje cel gdy on zagrywa. Zazwyczaj występuje na pozycji trzeciego.
- Wick – zagranie, gdzie wypuszczany kamień zahacza o stojący i w wyniku tego zmienia swój kierunek
- Wybicie (ang. take-out) – mocniejsze zagranie usunięcia kamienia z gry

## Z
- Zamrożenie (ang. freeze) – zagranie draw mające na celu przystawienie kamienia do drugiego w celu uniemożliwienia wybicia
- Zapięcie guzika – potoczna nazwa zagrania draw z idealnym ustawieniem kamienia na guziku
- Zasada strefy ustawiania strażników (ang. free guard zone rule) – zasada mówiąca o zakazie wybijania strażników podczas zagrań otwierających